# 龐慶麟
龐慶麟（1842年12月17日—？），字吐五，號小雅。行三，江南蘇州府震澤縣吳江南門外星橋河人，寄居同里鎮北埭。

## 生平[1]
- 癸酉順天鄉試中式第259名
- 保和殿覆試第1等第11名
- 會試中式第54名
- 保和殿覆試第1等第12名
- 殿試二甲第53名
- 朝考第3等第51名
- 欽點主事，籤掣刑部

## 親屬
- 十世祖龐遠，號劍川，嘉靖庚子科舉人，嘉靖三十二年（1553年）癸丑科進士。歷任南京光祿寺少卿。著有《廿一史詳節》、《綱鑑纂要》，崇禎五年崇祀鄉賢祠。
- 八世叔祖龐承寵，萬曆乙卯舉人，天啓五年乙丑科會魁，仕至湖廣布政使司。著有《籌箸集》、《未信錄》。乾隆四年崇祀鄉賢祠。
- 七世伯祖龐霦，崇禎乙亥選拔，丙子經魁，十六年癸未進士，任嘉興府平湖縣知縣。
- 胞三姑母適嘉慶六年辛酉恩科進士卹贈道銜安徽廬州府知府誥贈光祿大夫沈欽霖（沈欽臨）次孫。
- 嫡姐適乾隆四十年乙未科進士刑部掌印給事中費振勳曾孫，嘉慶七年壬戌科進士翰林院編修費蘭墀孫，同治四年乙丑科進士保舉五品銜翰林院編修河南學政費延釐。
- 胞妹適乾隆二十五年庚辰科進士兵部尚書金士松元孫。
- 孫龐京周曾任中國紅十字會秘書長。